# Легезин, Павел Константинович
Павел Константинович Легезин (21 октября 1918, с. Журавка, Курская губерния — 9 августа 1944, Львовская область) — Гвардии старший лейтенант Рабоче-крестьянской Красной Армии, участник Великой Отечественной войны, Герой Советского Союза (1943).

## Биография
Павел Легезин родился 21 октября 1918 года в селе Журавка (ныне — Прохоровский район Белгородской области). После окончания семи классов школы и Орловского финансово-экономического техникума работал экономистом. В 1939 году Легезин был призван на службу в Рабоче-крестьянскую Красную Армию. С июля 1942 года — на фронтах Великой Отечественной войны.
К сентябрю 1943 года гвардии старший лейтенант Павел Легезин командовал батареей 158-го гвардейского артиллерийского полка (78-й гвардейской стрелковой дивизии, 25-го гвардейского стрелкового корпуса, 7-й гвардейской армии, Степного фронта). Отличился во время битвы за Днепр. 26-27 сентября 1943 года батарея Легезина переправилась через Днепр сначала на остров Глинск-Бородаевский на территории Верхнеднепровского района Днепропетровской области Украинской ССР, а затем на плацдарм на западном берегу, поддерживая огнём действия пехоты, нанеся противнику большие потери.
Указом Президиума Верховного Совета СССР от 26 октября 1943 года за «образцовое выполнение боевых заданий командования на фронте борьбы с немецкими захватчиками и проявленные при этом мужество и героизм» гвардии старший лейтенант Павел Легезин был удостоен высокого звания Героя Советского Союза с вручением ордена Ленина и медали «Золотая Звезда» за номером 1388.
9 августа 1944 года Легезин погиб в бою. Похоронен на Холме Славы во Львове.
Был также награждён орденом Отечественной войны 2-й степени и двумя орденами Красной Звезды.

## Память
В честь Легезина установлены бюст в Прохоровке на Аллее Героев и обелиск в его родном селе.